# Distretto di Si Rattana
Il distretto di Si Rattana (in thailandese: ศรีรัตนะ) è un distretto (amphoe) della Thailandia, situato nella provincia di Sisaket.